# Nová Země (film)
Nová Země (rusky Новая Земля – Novaja Zemlja) je ruský film z roku 2008 režiséra Alexandra Vladimiroviče Melnika.
Zápletkou filmu je fiktivní situace, kdy je z důvodu zrušení trestu smrti nutno řešit přeplněné věznice a odpovědné úřady tedy povolí experiment, kdy je skupina dvou set vězňů převezena se zásobami na pustý ostrov v polární oblasti, kde je nechána své vlastní správě. 
Hlavním hrdinou filmu je vězeň Žilin, kterého hraje Konstantin Lavroněnko a který se snaží na ostrově žít jinak než ostatní.